# Mount Riley
Mount Riley ist ein 2100 m hoher Berg im westantarktischen Marie-Byrd-Land. Im Königin-Maud-Gebirge ragt er westlich des California-Plateaus entlang der Nordostseite des Long Valley auf.
Der United States Geological Survey kartierte ihn anhand eigener Vermessungen und Luftaufnahmen der United States Navy aus den Jahren von 1960 bis 1964. Das Advisory Committee on Antarctic Names benannte ihn im Jahr 1967 nach Stephen G. Riley, Luftbildfotograf bei der Flugstaffel VX-6 während der Operation Deep Freeze der Jahre 1966 und 1967.